# Takayoshi Matsushita
Takayoshi Matsushita (en japonés: 松下和幹, Matsushita Takayoshi; 30 de enero de 1953) es un deportista japonés que compitió en tiro con arco, en la modalidad de arco recurvo.
Ganó dos medallas de bronce en el Campeonato Mundial de Tiro con Arco al Aire Libre, en los años 1977 y 1987. Participó en cuatro Juegos Olímpicos de Verano, entre los años 1984 y 2000, ocupando el cuarto lugar en Los Ángeles 1984, en la prueba individual.

## Palmarés internacional
| Campeonato Mundial al Aire Libre | Campeonato Mundial al Aire Libre | Campeonato Mundial al Aire Libre | Campeonato Mundial al Aire Libre |
| Año                              | Lugar                            | Medalla                          | Prueba                           |
| -------------------------------- | -------------------------------- | -------------------------------- | -------------------------------- |
| 1977                             | Canberra (Australia)             | Medalla de bronce                | Equipo                           |
| 1987                             | Adelaida (Australia)             | Medalla de bronce                | Individual                       |